# 수도원 정원
수도원 정원(monastic garden)은 많은 사람들이 다양한 목적으로 사용했다. 정원 가꾸기는 가정의 주요 식품 공급원이었을 뿐만 아니라 과수원, 묘지, 유원지뿐만 아니라 약용 및 문화적 용도로 식물을 제공하는 것도 포함했다. 수도원의 경우 정원은 승려의 생계를 유지하는 데 특히 중요했다. 그 이유는 많은 식물이 다양한 용도로 사용되었기 때문이다. 예를 들어 복숭아는 상처를 치료하는 데 사용되었다.

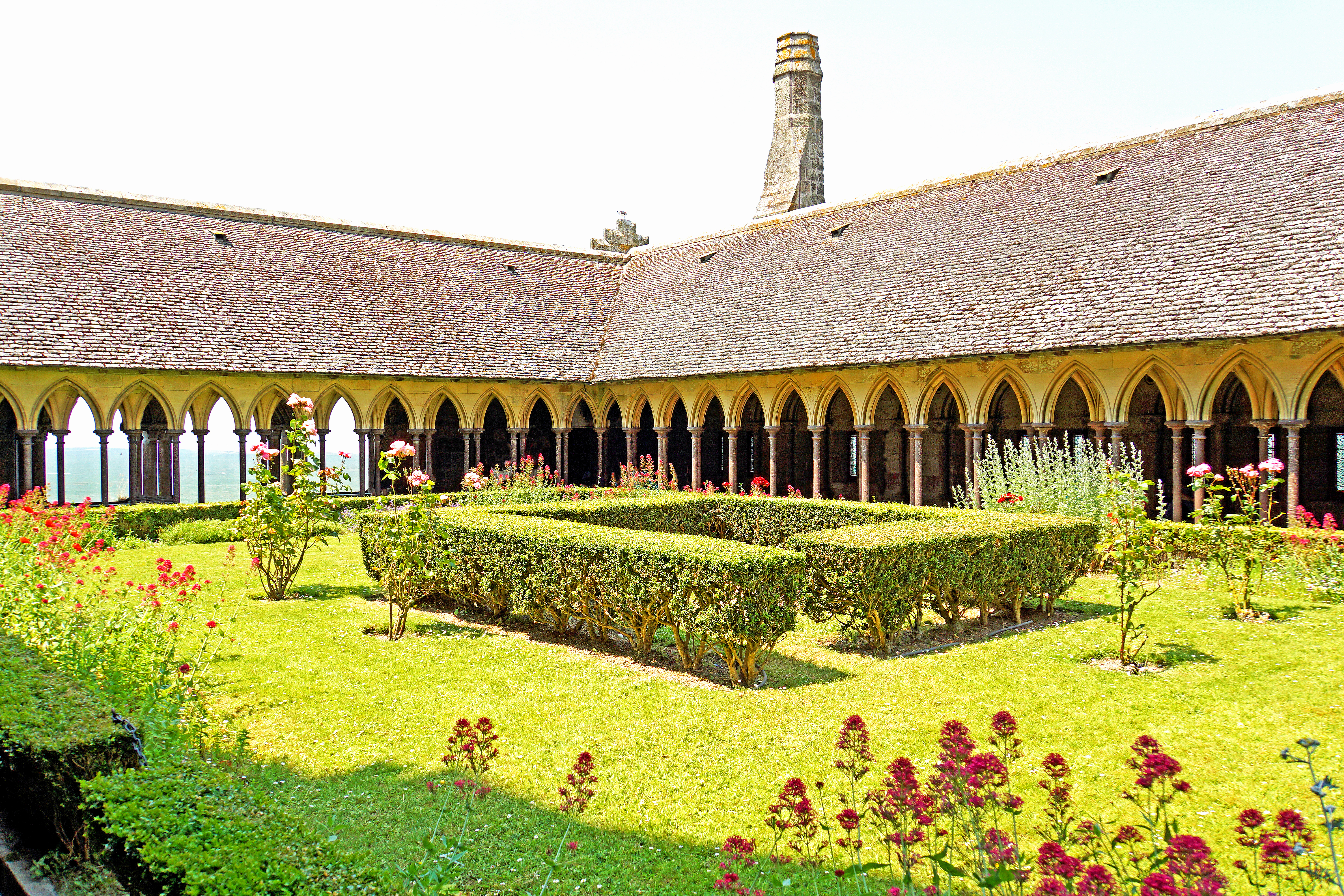
1966년 회양목과 다마스크 장미로 재현된 몽생미셸 수도원의 명상적인 정원

## 정원
정원의 구조와 관련하여 야생 동물로부터 보호하기 위해 종종 울타리, 벽 또는 울타리로 둘러싸여 있다. 부유한 수도원에서는 돌과 벽돌로 벽을 만들 수 있었지만, 와틀 울타리는 모든 계층에서 사용되었으며 가장 일반적인 유형의 울타리였다. 때때로 덤불은 정원에 음식과 보호를 제공하기 때문에 울타리로도 사용되었다. 정원은 일반적으로 방문객이 들어갈 수 있도록 배치되었으며, 쉽게 접근할 수 있도록 통로가 건설되었다. 그러나 정원이 수도원 벽보다 커지는 것은 드문 일이 아니었고 여러 번 정원이 수도원 외부로 확장되어 결국 포도원도 포함하게 되었다.
관개와 수자원을 통합하는 것은 정원을 살아있게 유지하는 데 매우 중요했다. 좀 더 복잡한 시스템에서는 관개 시스템이 운하를 사용하여 물의 흐름을 제어했다. 이를 위해서는 중력이 물의 분배에 도움이 될 수 있도록 수원을 정원의 가장 높은 부분에 배치해야 했으며 더 큰 분배를 위해 더 작은 운하 채널이 뻗어나갔다. 수로가 침대 옆의 통로로 이어질 수 있기 때문에 이것은 높은 침대 정원에서 더 일반적으로 사용되었다.
정원 가꾸기 활동 자체에 있어서 이 시대의 승려들은 일반적으로 천문학과 별을 사용하여 일년 중 정원을 심기에 가장 좋은 시기와 수확하기 가장 좋은 시기를 계산하는 데 도움을 주었다. 당시 사용된 도구는 오늘날 정원사가 사용하는 도구와 유사했다. 예를 들어, 가위, 갈퀴, 괭이, 가래, 바구니, 손수레는 승려들이 사용했으며 오늘날에도 여전히 원예에 중추적인 역할을 한다.

## 같이 보기
- 정원 종류